# Ringkøbing Sogn
Ringkøbing Sogn er et sogn i Ringkøbing Provsti (Ribe Stift).
I 1800-tallet var Rindum Sogn, der hørte til Hind Herred i Ringkøbing Amt, anneks til Ringkøbing Sogn, der lå i Ringkøbing Købstad og kun geografisk hørte til herredet. Købstaden blev ved kommunalreformen i 1970 kernen i Ringkøbing Kommune. Den blev Rindum sognekommune også indlemmet i.
I Ringkøbing Sogn ligger Ringkøbing Kirke.
I sognet findes følgende autoriserede stednavne:
- Bymarken (bebyggelse)
- Ringkøbing (købstad, stationsby)